# T.Y. McGill
Torrone "T.Y." McGill Jr. (* 23. listopadu 1992 Jesup, Georgie) je hráč amerického fotbalu nastupující na pozici Defensive enda za tým Indianapolis Colts v National Football League. Univerzitní fotbal hrál za North Carolina State University, po Draftu NFL 2015, kdy si ho nevybral žádný tým, podepsal smlouvu se Seattle Seahawks.

## Univerzita
McGill byl kapitánem fotbalového i basketbalového týmu Wayne County High School. V sezóně 2010 byl vybrán do Georgia North/South All-Star Game a následně se upsal North Carolina State University. Během čtyř let zde odehrál 49 utkání (21 jako startující hráč) a celkem si připsal 131 tacklů, 24,5 tacklu pro ztrátu a 10 sacků. Rovněž dostal distanc na dva zápasy z disciplinárních důvodů.

## Profesionální kariéra
| Parametry před draftem |           |                    |               |               |        |          |                   |                 |              |
| Výška                  | Váha      | Sprint na 40 yardů | 10-yard split | 20-yard split | 20 ss  | 3 kužely | Vertikální výskok | Skok z místa    | Benchpress   |
| 6 stop                 | 299 liber | 4.96 s             | 1.75 s        | 2.95 s        | 4.81 s | 7.00 s   | 29 palců          | 8 stop 11 palců | 25 opakování |

### Seattle Seahawks
Poté, co si ho nevybral žádný tým během sedmi kol Draftu NFL 2015, McGill jako volný hráč podepsal 15. května 2015 smlouvu se Seattle Seahawks. Původně se s ním počítalo jako s náhradníkem, ale svými výkony zaujal natolik, že se mohl dostat na soupisku. Nakonec byl 5. září Seahawks propuštěn.

### Indianapolis Colts
McGill jako volný hráč podepsal 6. září 2015 smlouvu s Indianapolis Colts. V ročníku 2015 pak nastoupil do dvanácti utkání a v nich zaznamenal 11 tacklů (3 asistované), 3 sacky, safety a jednu zblokovanou přihrávku.